# This Calling
This Calling è un singolo del gruppo statunitense All That Remains, pubblicato nel 2006 ed estratto dall'album The Fall of Ideals. Il brano fa anche parte della colonna sonora del film Saw III - L'enigma senza fine.

## Video
Il video contiene due scene principali: una nella quale la band suona la canzone, un'altra tratta dall'inizio di Saw III - L'enigma senza fine.

## Formazione
- Philip Labonte – voce
- Mike Martin – chitarra elettrica
- Oli Herbert – chitarra acustica, chitarra elettrica
- Jeanne Sagan – basso, piano
- Shannon Lucas – batteria